# Beziehungen zwischen Ungarn und den Vereinigten Staaten
Die Beziehungen zwischen Ungarn und den Vereinigten Staaten sind das zwischenstaatliche Verhältnis zwischen Ungarn und den Vereinigten Staaten von Amerika (USA). Die diplomatischen Beziehungen wurden 1921 aufgenommen. Ungarn brach diese Beziehungen 1941 während des Zweiten Weltkriegs ab, aber nach dem Krieg wurden sie wieder etabliert. In den ersten Jahren der kommunistischen Ära blieben die Beziehungen angespannt, insbesondere nach dem Ungarischen Volksaufstand von 1956, der von sowjetischen Truppen niedergeschlagen wurde. Ab Ende der 1960er Jahre begannen sich die diplomatischen Beziehungen allmählich zu verbessern. Nach dem Fall des Kommunismus 1989 vertieften sich sowohl die diplomatischen als auch die wirtschaftlichen Beziehungen erheblich. Ungarn trat 1999 der NATO bei, was eine neue Ära einläutete, in der die beiden Länder militärische Bündnispartner wurden.

## Geschichte

### Frühe Beziehungen

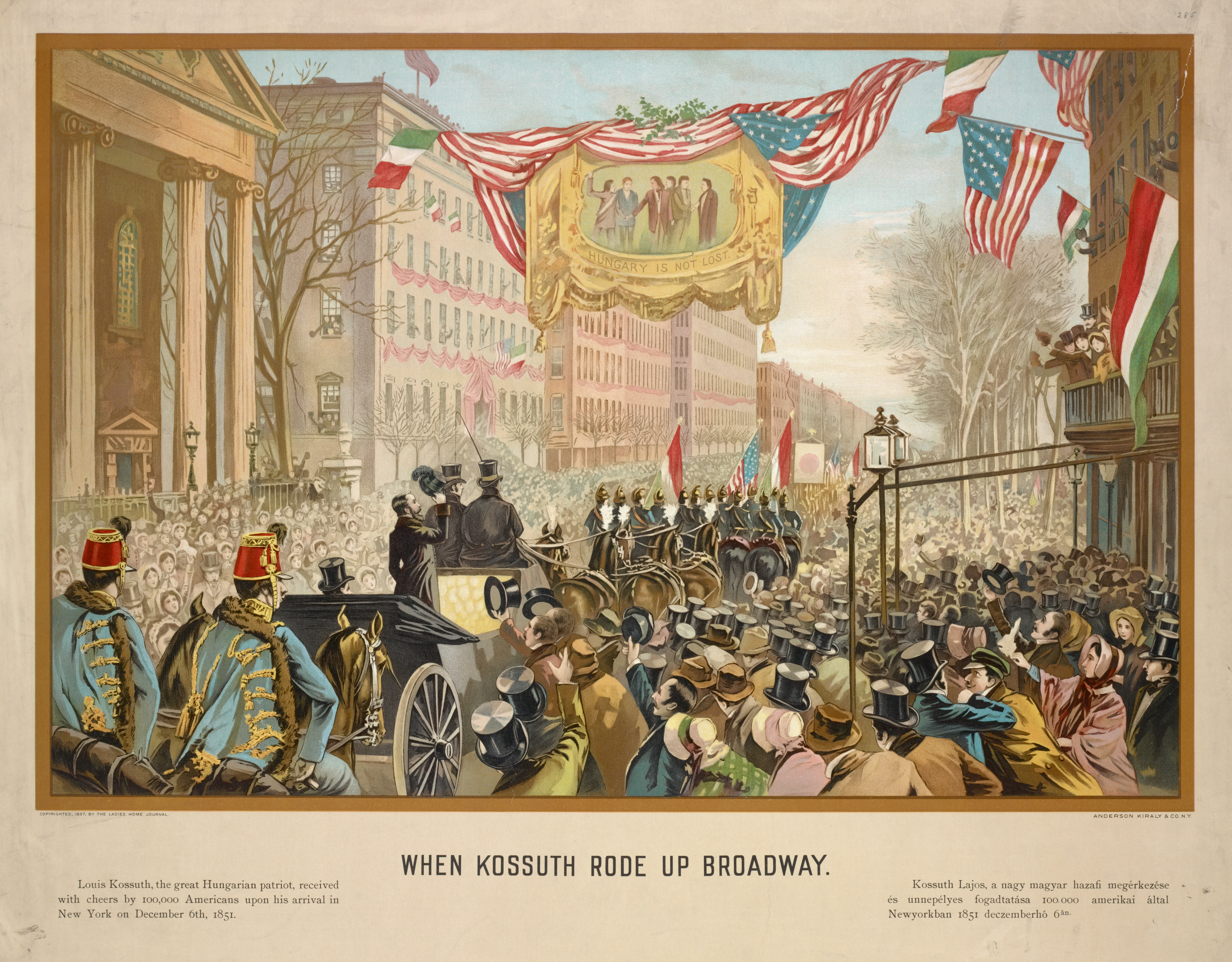
Abbildung der Ankunft von Lajos Kossuth in New York (1851)

Erste direkte Kontakte zwischen den USA und Ungarn gehen auf das 19. Jahrhundert zurück, als Ungarn noch Teil der Habsburgermonarchie war. Während der Ungarischen Revolution von 1848/49 sympathisierten viele Amerikaner mit dem ungarischen Unabhängigkeitskampf. Im April 1849 rief die ungarische Revolutionärsregierung unter Lajos Kossuth eine unabhängige Republik aus; die US-Regierung entsandte daraufhin im Juni 1849 den Diplomaten A. Dudley Mann nach Europa mit der Weisung, die ungarische Regierung anzuerkennen, falls diese sich als dauerhaft lebensfähig erweisen sollte. Allerdings scheiterte der Aufstand kurz darauf durch das Eingreifen der Habsburger und Russlands, so dass es vorerst zu keiner offiziellen Anerkennung kam. Die Vereinigten Staaten setzten sich jedoch für die Freilassung Kossuths ein, der nach der Niederlage ins Osmanische Reich geflohen war. 1851 konnte Kossuth mit amerikanischer Unterstützung aus dem Exil ausreisen; ein US-Kriegsschiff brachte ihn in die Vereinigten Staaten, wo er fast acht Monate lang als Freiheitsheld gefeiert wurde. Hier wurden sogar Ortschaften und Straßen nach ihm benannt. Trotz dieser Welle öffentlicher Sympathie blieb eine formale Unterstützung der ungarischen Unabhängigkeit seitens der US-Regierung aus.
In der zweiten Hälfte des 19. Jahrhunderts intensivierten sich die zivilen Kontakte. 1869 eröffnete die USA im damals zu Österreich-Ungarn gehörenden Pest (später Teil von Budapest) ihr erstes Konsulat. Viele Ungarn wanderten in dieser Zeit nach Amerika aus, insbesondere aus wirtschaftlichen Gründen. Gegen Ende des 19. und Beginn des 20. Jahrhunderts bildeten sich in den USA wachsende Gemeinden ungarischer Einwanderer, die zur kulturellen Vernetzung beitrugen. Offizielle diplomatische Beziehungen auf Staatsebene gab es jedoch bis zum Ersten Weltkrieg nicht im modernen Sinne, da Ungarn bis 1918 kein eigenständiger internationaler Akteur war. Die Vereinigten Staaten unterhielten stattdessen Beziehungen zur Doppelmonarchie Österreich-Ungarn.

### Weltkriege und Zwischenkriegszeit
Mit dem Eintritt der USA in den Ersten Weltkrieg 1917 wurden die bisherigen Kontakte jäh unterbrochen. Nach der amerikanischen Kriegserklärung an Deutschland brach Österreich-Ungarn am 8. April 1917 die diplomatischen Beziehungen zu den USA ab. Wenig später am 7. Dezember 1917 erklärten die Vereinigten Staaten ihrerseits Österreich-Ungarn den Krieg. Nach der Niederlage der Mittelmächte zerfiel die Doppelmonarchie; Ungarn proklamierte im Oktober 1918 seine Loslösung von Österreich und wurde nach einer kurzen Phase der Räterepublik 1920 formell erneut zum Königreich (unter Regent Miklós Horthy). Die USA hatten den Versailler Folgevertrag von Saint-Germain (1919) und den Friedensvertrag von Trianon (1920), der Ungarns neue Grenzen festlegte, allerdings nicht ratifiziert. Daher befanden sich die Vereinigten Staaten völkerrechtlich weiterhin im Kriegszustand mit Ungarn, bis der US-Kongress am 2. Juli 1921 per Resolution den Kriegszustand beendete. Am 29. August 1921 unterzeichneten die USA und Ungarn in Budapest einen Freundschaftsvertrag, der offiziell friedliche Beziehungen herstellte; dieser trat am 17. Dezember 1921 in Kraft. Kurz danach wurde in Budapest eine US-Gesandtschaft (Legation) eröffnet. Ungarn richtete ab 1922 seinerseits diplomatische Vertretungen in den USA ein (ein Generalkonsulat in New York sowie Konsulate in Chicago, Pittsburgh und Cleveland).
In der Zwischenkriegszeit blieben die ungarisch-amerikanischen Beziehungen weitgehend problemfrei, waren jedoch nicht besonders eng. Ungarn war als Verliererstaat des Ersten Weltkriegs international isoliert und verfolgte revanchistische Ziele (Revision des Vertrags von Trianon), fand dafür aber in den USA keine aktive Unterstützung. Ende der 1930er Jahre geriet Ungarn zunehmend in das Einflussfeld Deutschlands. Mit dem Ausbruch des Zweiten Weltkriegs stand Ungarn ab 1941 auf Seiten der Achsenmächte, was Ungarn erneut zum Gegner der USA machte. Die ungarische Regierung schloss sich im Dezember 1941 dem deutschen Kriegskurs an und erklärte – zwei Tage nach Deutschland – am 13. Dezember 1941 den USA formal den Krieg. Die Vereinigten Staaten reagierten ihrerseits im Juni 1942: Am 5. Juni 1942 erklärte der US-Kongress den Kriegszustand mit Ungarn und den übrigen mit NS-Deutschland verbündeten Staaten. In der Folge beteiligten sich amerikanische Streitkräfte indirekt an Kampfhandlungen gegen Ungarn, etwa durch Luftangriffe der Alliierten auf ungarischem Gebiet 1944. Es kam jedoch zu keinen Operationen der US-Streitkräfte auf ungarischem Boden, da Ungarn im April 1945 schließlich von der Roten Armee besetzt wurden.

### Kalter Krieg
Nach dem Zweiten Weltkrieg geriet Ungarn in die Einflusszone der Sowjetunion. 1947/48 etablierte die Kommunistische Partei in Budapest ein Regime nach sowjetischem Vorbild, die Ungarische Volksrepublik. Obwohl die diplomatischen Beziehungen zwischen den USA und Ungarn 1947 wiederaufgenommen wurden, standen sie im Zeichen des Kalten Krieges auf entgegengesetzten Seiten des eisernen Vorhangs. Washington betrachtete die stalinistische Regierung Ungarns mit Misstrauen und kritisierte deren Verletzungen von Menschenrechten und demokratischen Freiheiten. Während des Ungarischen Volksaufstands 1956 reagierten die USA mit Sympathie auf den Freiheitswillen der Ungarn, so berichtete Radio Free Europe ausführlich über den Aufstand, jedoch intervenierten sie militärisch nicht, um eine Konfrontation mit der UdSSR zu vermeiden. Nach der blutigen Niederschlagung des Aufstands durch sowjetische Truppen boten die Vereinigten Staaten tausenden Ungarn Hilfe an: Über 32.000 ungarische Flüchtlinge konnten in die USA emigrieren und dort Asyl erhalten. Der katholische Kardinal József Mindszenty fand ab November 1956 für 15 Jahre in der US-Botschaft in Budapest Zuflucht, bevor er schließlich 1971 in den Westen ausreisen durfte.

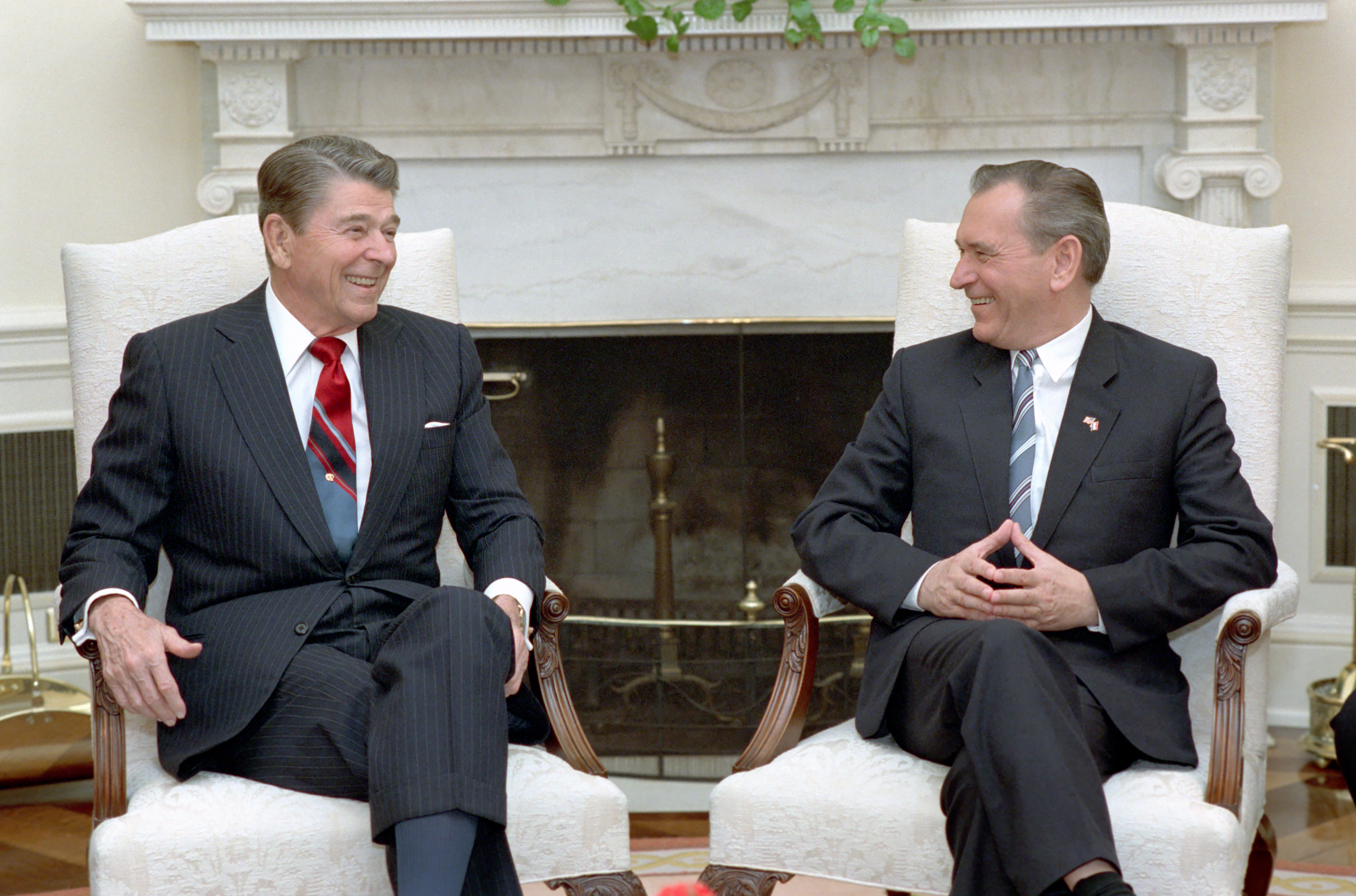
Ronald Reagan mit Károly Grósz (1988)

Ab den 1960er Jahren betrieb Ungarn unter János Kádár eine vorsichtige Öffnung („Gulaschkommunismus“), was die Beziehungen zu den USA ein wenig verbesserte. Am 6. Januar 1978 übergab US-Außenminister Cyrus Vance die Stephanskrone feierlich an Ungarn zurück, welche sich seit dem Ende des Zweiten Weltkriegs im Besitz der USA befunden hatte. In den 1980er Jahren intensivierten sich die Kontakte allmählich im Zuge der Ost-West-Entspannung. Die USA beobachteten wohlwollend, dass Ungarn unter anderem ab 1988 Reiseerleichterungen für seine Bürger einführte. Der amerikanische Präsident George H. W. Bush besuchte im Juli 1989 als erster US-Präsident überhaupt Ungarn. In Budapest hielt er vor begeisterten Zuhörern – wenige Monate vor dem Fall des Eisernen Vorhangs – eine Rede, in der er die ungarischen Reformbestrebungen lobte und weitere Unterstützung in Aussicht stellte.

### Nach 1990

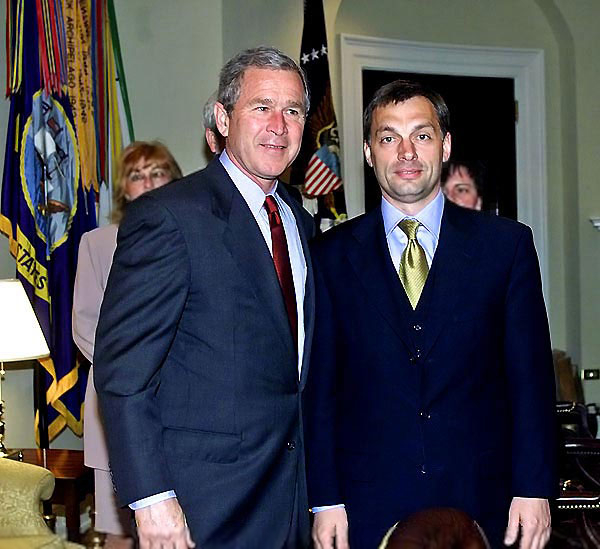
George W. Bush mit Viktor Orbán (2008)

Mit dem Ende des Kommunismus 1989/90 eröffneten sich völlig neue Möglichkeiten für die bilateralen Beziehungen. Ungarn orientierte sich außenpolitisch nun klar am Westen, und die Vereinigten Staaten unterstützten das Land beim Aufbau demokratischer Institutionen und einer Marktwirtschaft. Ungarn trat 1994 zunächst der Partnerschaft für den Frieden bei und wurde am 12. März 1999 – zusammen mit Polen und Tschechien – Vollmitglied der NATO. Dieser Schritt machte das Land zu einem formellen Bündnispartner der USA. Danach beteiligten sich die Ungarn als einer der engsten Partner den USA in Europa an der ISAF-Mission in Afghanistan sowie an der Koalition der Willigen im Irakkrieg 2003. Ab 2010 regierte in Budapest erneut Ministerpräsident Viktor Orbán, der einen nationalkonservativen Kurs einschlug. Unter Orbán geriet Ungarn vermehrt in die Kritik westlicher Partner, darunter der USA, wegen umstrittener Verfassungsänderungen, Beschränkungen der Medienfreiheit und Korruptionsvorwürfen. Dies führte zu einigen diplomatischen Spannungen: 2014 etwa verhängten die Vereinigten Staaten Einreisesperren gegen mehrere ungarische Amtsträger aufgrund von Informationen über deren Verwicklung in Korruption.
Eine Annäherung erfolgte, als in den USA 2017 Donald Trump Präsident wurde. Orbán hatte Trump bereits 2016 als einziger EU-Regierungschef offen unterstützt, was ihn zu einem bevorzugten Partner der Trump-Administration machte. Im Mai 2019 kam es schließlich zu einem hochrangigen Treffen: Viktor Orbán wurde von Präsident Trump im Weißen Haus empfangen – der erste Besuch eines ungarischen Premierministers in Washington seit 2005. Trump lobte Orbán öffentlich als „harten, aber respektierten“ Mann und für dessen strikte Migrationspolitik. Unter Trumps Nachfolger Joe Biden trübten sich die Beziehungen wieder deutlich ein. So verzögerte Budapest nach dem Russischen Angriff auf die Ukraine monatelang die Ratifizierung der NATO-Beitritte Finnlands und Schwedens, was für Frustration in Washington sorgte. So blockierte der US-Senat vorläufig ein geplantes Rüstungsgeschäft über 735 Millionen $ (u. a. HIMARS-Raketenwerfer) mit Ungarn, bis Budapest der NATO-Aufnahme Schwedens zustimmen würde. 2024 sagte Biden im Wahlkampf, Orbán wolle „Diktatur“ statt Demokratie. Ungarn bestellte daraufhin den US-Botschafter ein und Außenminister Péter Szijjártó bezeichnete Bidens Aussage als „schwere Beleidigung“ und Lüge. Dementsprechend wurde die erneute Wahl Donald Trumps bei der US-Präsidentschaftswahl 2024 in Budapest positiv aufgenommen.

## Wirtschaftsbeziehungen
Die wirtschaftlichen Beziehungen zwischen Ungarn und den USA haben sich seit den 1990er Jahren dynamisch entwickelt. Die Vereinigten Staaten sind für Ungarn der wichtigste Handelspartner außerhalb Europas. Das bilaterale Handelsvolumen hat Mitte der 2020er Jahre einen Wert von rund 10 Milliarden US-Dollar jährlich erreicht (etwa 9 Milliarden Euro). Zwischen 2014 und 2023 haben US-Unternehmen in Ungarn 8 Milliarden Euro investiert und knapp 18.000 Arbeitsplätze geschaffen. Knapp ein Zehntel der ausländischen Investitionen stammten damit aus den USA.

## Migration und Kultur

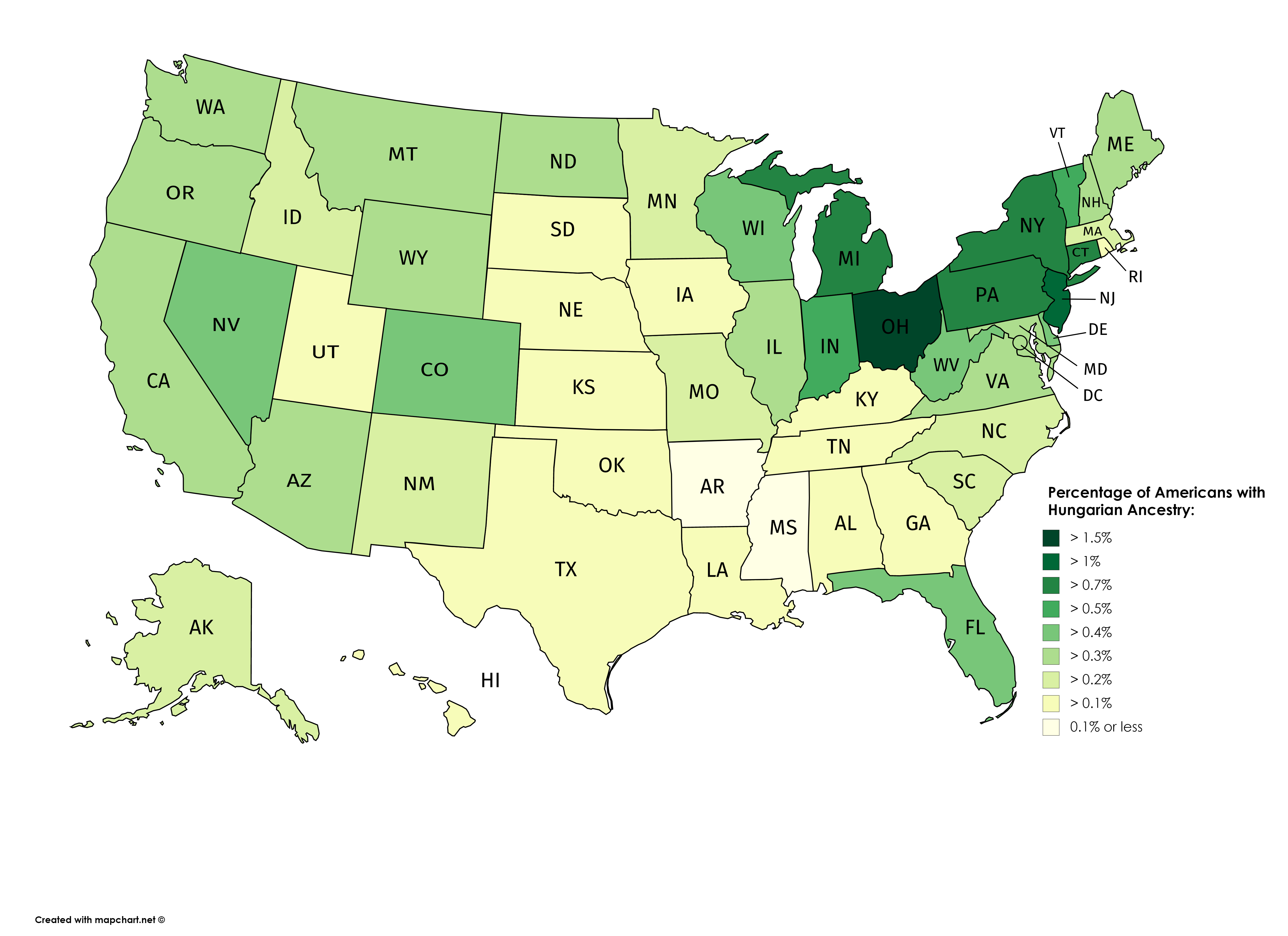
Ungarische Abstammung in den USA (2018)

Kulturelle Verbindungen und Migration spielen seit jeher eine wichtige Rolle im Verhältnis beider Länder. Die Vereinigten Staaten sind Heimat einer großen ungarischstämmigen Diaspora. Nach Schätzungen des US Census Bureau leben rund 1,4 Millionen Amerikaner ungarischer Abstammung in den USA. Einwanderungswellen entstanden insbesondere nach der niedergeschlagenen Revolution von 1848/49, zwischen 1880 und dem Ersten Weltkrieg und nach dem Volksaufstand von 1956. Renommierte Persönlichkeiten wie der Physiker Edward Teller, der Mathematiker John von Neumann oder der Filmregisseur Michael Curtiz (Mihály Kertész) – alle in Ungarn geboren – prägten die US-Forschung und -Filmindustrie maßgeblich. Zentren ungarischer Einwanderer entstanden u. a. in Ohio, Pennsylvania, New York und Illinois, wo es heute zahlreiche ungarisch-amerikanische Vereine und Organisationen gibt.
Die Gründung der Central European University (CEU) 1991 in Budapest durch den ungarischstämmigen US-Finanzier George Soros förderte den akademischen Austausch, bis die Universität 2018 infolge ungarischer Gesetzesänderungen ihren Hauptsitz nach Wien verlagern musste – was von den USA kritisch gesehen wurde. Auch das 2011 eröffnete Tom-Lantos-Institut in Budapest (benannt nach dem einzigen in Ungarn geborenen Mitglied des US-Kongresses, Tom Lantos) ist ein Produkt der bilateralen kulturellen Verbundenheit und widmet sich der Förderung von Menschenrechten, Demokratie und dem Gedenken an den Holocaust.

## Sicherheitspolitik

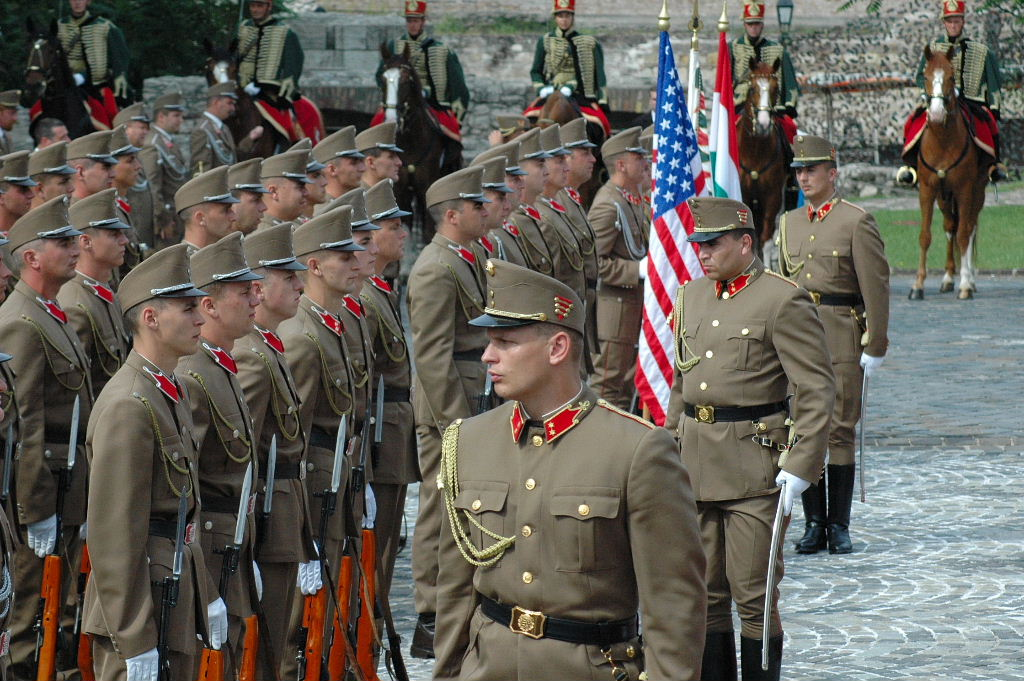
US-Streitkräfte in Ungarn (2006)

Die USA und Ungarn sind Verbündete innerhalb der NATO. Seit den 1990er Jahren haben die USA die Modernisierung der ungarischen Armee, etwa durch Ausbildungsprogramme und gelegentliche Verkäufe militärischer Ausrüstung unterstützt. Im Gegenzug hat sich Ungarn an ausländischen Militäreinsätzen der USA (Irak, Afghanistan) beteiligt.
Die Position der Orban-Regierung nach dem russischen Angriff auf die Ukraine und dessen engen Beziehungen zu Russland und China haben allerdings in den 2020er Jahren die Beziehungen belastet. April 2023 verhängte das US-Finanzministerium Sanktionen gegen die in Budapest ansässige International Investment Bank (IIB), ein russisch geprägtes Finanzinstitut, dem Verbindungen zum russischen Geheimdienst nachgesagt wurden. Ungarn sah sich dadurch gezwungen, seinen Anteil an der IIB aufzugeben und die Bank zog sich aus Budapest zurück.
Seit dem russischen Überfall auf die Ukraine 2022 hat die ungarische Regierung eine abweichende Position eingenommen, indem sie z. B. keine Waffenlieferungen an die Ukraine über ungarisches Territorium zulässt und wiederholt einen schnellen Waffenstillstand fordert. Unter der Biden-Regierung sorgte dies für Missfallen. Diese machte deutlich, dass die Geschlossenheit des Bündnisses Priorität habe und von allen Alliierten eine klare Unterstützung der gemeinsamen Haltung gegenüber Russland erwarte.